# 卡丘帕
卡丘帕（Cachupa，葡萄牙語發音：[kɐˈʃupɐ]），又譯卡蔬巴，是西非佛得角的一道菜餚。它是一種用玉米（玉米粥）、豆類、木薯、紅薯、魚或肉（香腸、豬肉、牛肉、山羊肉或雞肉）慢燉。被視為該國的國菜。

## 外部連結
- Video of a making of a Capeverdean Cachupa at the French cooking program Un diner presque parfait of the M6 network （法語）